# Тональность
Тона́льность (фр. tonalité, от греч. τόνος — напряжение, натяжение; от лат. tonus тон) в учении о гармонии:
1. Принцип лада, центральной категорией которого является тоника. Остальные категории и функции тональности (прежде всего, доминанта и субдоминанта) прямо или косвенно связаны с тоникой. «Система функциональных отношений иерархически централизована, и тоника пронизывает всю гармоническую структуру»[1].
2. Высотное положение мажорного или минорного лада. В обозначении тональности указывается тоника (она же — основной тон тонического трезвучия) и лад, например: C-dur (до мажор), Fis-dur (фа-диез мажор), a-moll (ля минор), es-moll (ми-бемоль минор) и т. п.

Существуют и другие определения тональности. Некоторые из них описаны ниже (см.).

## Общая характеристика
Для гармонической тональности типичны регулярные смены местных гармонических центров, не отменяющих центрального тяготения, а, наоборот, интенсифицирующих его. В развёртывании тональности большое значение имеет музыкальный метр (задающий местоположение консонанса и диссонанса) и метрическая экстраполяция (ожидание закономерного продолжения на основе данного начала) в форме.
Тональность некоррелятивна модальности, поскольку некоррелятивны основные признаки модальных и тональных ладов. В тональности непременно господствует центр, а звукорядная основа соблюдается в разной мере (например, звукоряд гармонического минора, мелодического мажора отклоняется от основной формы звукоряда этих ладов и т. п.). В модальности звукорядная основа непременна, а тяготения могут быть (например, в многоголосной музыке Машо и Лассо), а могут и вовсе отсутствовать (например, в большом знаменном распеве православных).
Средоточием теории мажорно-минорной тональности является теория функций, рассматривающая значения отдельных аккордов в пределах одной тональности и соотношения тональностей как функций высшего порядка. Главные элементы такого рода тональности — функции тоники (T), доминанты (D) и субдоминанты (S), совокупно именуемые «главными тональными функциями».

## Соотношение тональностей
В мажорно-минорной музыке тональности (во 2-м значении) многообразно и сложно взаимодействуют. Следующие отношения тональностей закреплены терминологически:
- Параллельные тональности — мажорная и минорная тональности, внешний признак «параллелизма» — одинаковые ключевые знаки. Суть «параллелизма» — общий для обеих тональностей набор звукоступеней (высотных позиций) при несовпадении приписываемых этим звукоступеням тональных функций. Звукоряды параллельных тональностей отстоят друг от друга на малую терцию: мажорная сверху, минорная снизу (например, до мажор — ля минор, фа-диез мажор и ре-диез минор, си-бемоль мажор и соль минор и т. д.).

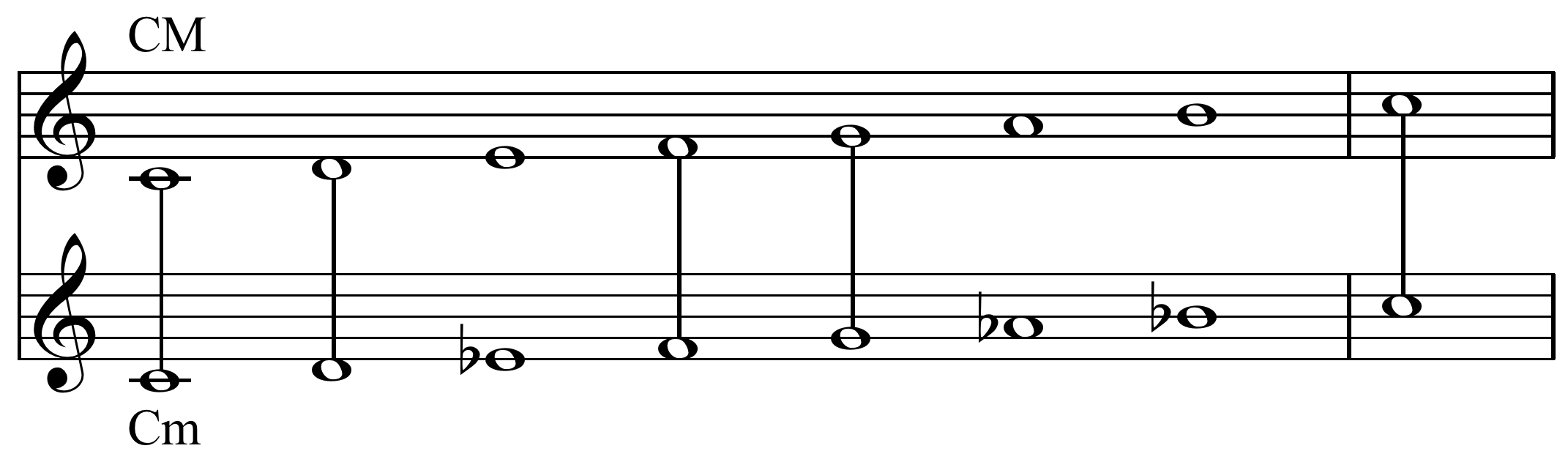
Гаммы в одноимённых тональностях

- Одноимённые тональности — тональности с одинаковыми тониками, принадлежащие к противоположным ладовым наклонениям (например, соль мажор и соль минор). Мажорная и минорная одноимённые тональности отстоят друг от друга по кварто-квинтовому кругу на три знака (мажор — в сторону диезов, минор — в сторону бемолей).
- Однотерцовые тональности — две тональности, в тонических трезвучиях которых терцовый тон является общим (например: до мажор — до-диез минор; общий терцовый тон ми), а тоники отстоят друг от друга на полутон (мажорная расположена полутоном ниже минорной). Однотерцовые тональности принадлежат разным ладовым наклонениям.

В английской терминологической системе параллельные тональности называются «родственными» (relative keys, relative буквально «соотнесённые»), а одноимённые — «параллельными» (parallel keys), что нередко порождает путаницу в переводах английской музыкально-теоретической литературы на русский язык.

## Родство тональностей
Под «родством» тональностей понимается соотношение двух тональностей, определяемое количеством и значением общих аккордов (то есть аккордов, состоящих из звуков, которые встречаются в обеих тональностях). Родство тональностей определяется количеством общих звуков. Чем больше общих звуков, тем ближе друг к другу тональности.
В европейской теории музыки свои концепции родства тональности предлагали ведущие композиторы и теоретики, например, Арнольд Шёнберг и Н. А. Римский-Корсаков. Согласно же советскому «бригадному» учебнику (1937-38), существуют четыре степени родства тональностей.
- В первой степени родства находятся тональности, тонические трезвучия которых принадлежат к числу общих аккордов.

Каждая тональность имеет шесть тональностей первой степени родства: (1) параллельная данной, (2) натуральной доминанты, (3) ей (последней) параллельная, (4) натуральной субдоминанты, (5) параллельная ей, (6) минорной субдоминанты в случае мажора и мажорной доминанты для минора.
Любая пара из этих 6 тональностей имеет много общих аккордов и между собой. Каждая мажорная тональность имеет две мажорных и четыре минорных тональности первой степени родства, тонические аккорды которых являются в ней трезвучиями II, III, IV, IV гармонической, V и VI ступеней (к до мажору — ре минор, ми минор, фа мажор, фа минор, соль мажор, ля минор). Каждая минорная тональность имеет две минорных и четыре мажорных тональности первой степени родства, тонические аккорды которых являются в ней трезвучиями III, IV, V натуральной, V гармонической, VI и VII натуральной ступеней. (к ля минору — до мажор, ре минор, ми минор, ми мажор, фа мажор, соль мажор).
- Во второй степени родства находятся четыре тональности, имеющие два общих аккорда (не тонической функции) при двух знаках разницы в ключевом обозначении. Например, до мажор (нет ключевых знаков) и ре мажор (фа-диез и до-диез при ключе) имеют общие трезвучия ми-соль-си и соль-си-ре, являющиеся трезвучиями III ступени в до мажоре и II — в ре мажоре и V ступени в до мажоре и IV ступени в ре мажоре соответственно.
- В третьей степени родства находятся восемь тональностей, которые имеют одно общее трезвучие.
- В четвёртой степени родства (далёкое родство) находятся тональности, не имеющие ни одного общего трезвучия (например, до мажор и фа-диез мажор). Каждая тональность имеет пять тональностей четвёртой степени родства (одну того же лада и четыре — противоположного), не считая энгармонических замен.

Степень родства тональностей обусловливает возможность и характер модуляции.

## Буквенные и слоговые обозначения тональностей
В русской традиции тональности обозначаются двояко — русским слоговым обозначением ступени диатонического звукоряда (см. Сольмизация) либо буквой латинской буквенной нотации. В обоих случаях к обозначению добавляется слово, идентифицирующее тип лада — мажор (dur) или минор (moll). В буквенной системе прописные буквы обычно подразумевают мажор, строчные минор; поэтому зачастую (для краткости) вторая часть обозначения тональности опускается, например, аббревиатура Es толкуется как ми-бемоль мажор.
В нижеследующей таблице мажорные и минорные тональности (всего 30) расположены в порядке кварто-квинтового круга, после каждого мажора идёт параллельный ему минор. Тональности идут от бемольных к диезным, поэтому в последней графе для верхней части таблицы указано число бемолей, а для нижней — диезов.
Французские названия тональностей особых сложностей не вызывают: ré mineur, mi bémol majeur, fa dièse mineur и т. п. Особенность здесь есть в том, что слог до по старинной традиции обозначается как ut: ut mineur — до минор, ut dièse majeur — до-диез мажор (см. Сольмизация).
| Русское           | Немецкое  | Английское    | Ключевые знаки |
| ----------------- | --------- | ------------- | -------------- |
| до-бемоль мажор   | Ces (dur) | C-flat major  |                |
| ля-бемоль минор   | as (moll) | A-flat minor  |                |
| соль-бемоль мажор | Ges       | G-flat major  |                |
| ми-бемоль минор   | es        | E-flat minor  |                |
| ре-бемоль мажор   | Des       | D-flat major  |                |
| си-бемоль минор   | b         | B-flat minor  |                |
| ля-бемоль мажор   | As        | A-flat major  |                |
| фа минор          | f         | F minor       |                |
| ми-бемоль мажор   | Es        | E-flat major  |                |
| до минор          | c         | C minor       |                |
| си-бемоль мажор   | B         | B-flat major  |                |
| соль минор        | g         | G minor       |                |
| фа мажор          | F         | F major       |                |
| ре минор          | d         | D minor       |                |
| до мажор          | C         | C major       |                |
| ля минор          | a         | A minor       |                |
| соль мажор        | G         | G major       |                |
| ми минор          | e         | E minor       |                |
| ре мажор          | D         | D major       |                |
| си минор          | h         | B minor       |                |
| ля мажор          | A         | A major       |                |
| фа-диез минор     | fis       | F-sharp minor |                |
| ми мажор          | E         | E major       |                |
| до-диез минор     | cis       | C-sharp minor |                |
| си мажор          | H         | B major       |                |
| соль-диез минор   | gis       | G-sharp minor |                |
| фа-диез мажор     | Fis       | F-sharp major |                |
| ре-диез минор     | dis       | D-sharp minor |                |
| до-диез мажор     | Cis       | C-sharp major |                |
| ля-диез минор     | ais       | A-sharp minor |                |

## Выбор тональности произведения
Внедрение в практику равномерно темперированного строя (РТС) в XVIII в. сделало возможным равноправное применение всех 24 мажорных и минорных тональностей (в более ранние, добаховские эпохи, тональности с большим числом ключевых знаков избегались из-за явной фальши). 
При предпочтении конкретной тональности для создаваемого произведения композиторы ориентируются на ряд моментов, как минимум на следующие: 
- высота звучания (хотя РТС обеспечивает свободу транспозиции, сама по себе высота тоже существенна и выбором тональности может быть изменена в {\displaystyle 2^{1/12}} — {\displaystyle 2^{11/12}} раз, что немало);
- конструкция инструментов (скажем, для духовых хороши тональности типа Es, B — с малым числом бемолей — тогда меньше используется механизм вентилей, что улучшает чистоту интонации[7]);
- комфорт для исполнителя (например, пианисту легче играть, если задействуются и чёрные, и белые клавиши), неудачный выбор тональности вынуждает использовать неудобные аппликатуру или приёмы игры (допустим, баррэ на гитаре);
- лёгкость чтения нот, особенно в случае написания детской музыки (лучше тональности без ключевых знаков (C, a) или с малым числом знаков, а при равном числе — предпочтительнее бемольные[8]);
- предполагаемое наличие у тональностей некоего символического смысла, а также индивидуальные «физиологические» предпочтения (при абсолютном слухе у композитора они могут быть как от звучания, так и от тональной ассоциации с другими произведениями и собственными звуковыми, а иногда и цветовыми[8] ощущениями в прошлом).

Изменение тональности произведения исполнителем не практикуется, за исключением вокальной музыки, где это делается ради облегчения тесситуры певца. 
Несмотря на «теоретическое равноправие» тональностей в музыке, написанной в расчёте на равномерно темперированный строй, статистика их использования у разных авторов различна. Так, наибольшее число произведений Ф. Шопена приходится на ля-бемоль мажор (а в отличающихся всего на полутон соль и ля мажоре вместе им создано в три раза меньше музыки). У Э. Грига максимум связан с ми минором (и снова в тональностях на полтона выше-ниже — в три с лишним раза меньше произведений). У А. Н. Скрябина, наоборот, ми-бемоль минор более чем двукратно преобладает над ми минором, а наиболее активно используемыми тональностями явились до мажор, ре-бемоль мажор и фа-диез мажор (со значимым отрывом от остальных).

## К истории термина
Термин «тональность» в современном смысле зародился во Франции. Его (фр. tonalité) впервые употребил Александр-Этьен Шорон в предисловии «Краткий обзор истории музыки» к «Историческому словарю музыкантов», опубликованному в 1810 г.. По Шорону, тональность — это объединение тонических, доминантовых и субдоминантовых аккордов, известных музыкантам со времён Ж. Ф. Рамо. Кастиль-Блаз (1821) описывал тональность как «свойство музыкального строя, выражающееся в использовании его существенных ступеней». Термин tonalité также фигурирует в «Курсе гармонии» Ф. Жеслена (1826) и в книге Д. Йеленспергера «Гармония в начале XIX века» (1830). В широкое употребление термин вошёл благодаря усилиям Ф.-Ж. Фетиса, определявшего тональность как «совокупность обязательных отношений между тонами звукоряда, взятыми последовательно или в одновременности» (1844). Хотя Фетис настаивал на том, что идея tonalité возникла у него как откровение под деревом в Булонском лесу тёплым весенним днём 1831 года, в действительности львиную долю своей теории тональности и сам термин tonalité он заимствовал из (французских) трудов о музыке трёх предыдущих десятилетий. Со временем явление и понятие тональности эволюционировали и видоизменялись.
В советских учебниках элементарной теории музыки термины «лад» и «тональность» (в 1-м значении) понимались как синонимы. По этой причине тональность (во 2-м значении) определялась как «высотное положение лада» — без уточнений, какого именно лада (считалось, что «мажорного или минорного» все читатели и так подразумевают). К этому пониманию тональности (= мажорно-минорной тональности) Ю. Н. Тюлин добавлял ссылку на некий «опорный основной тон» — термин, который он использовал вместо привычного «тоника».

## Состояния (мажорно-минорной) тональности
Общепризнанно, что тональность на протяжении веков не оставалась неизменной. Особенно значительные изменения она претерпела в музыке второй половины XIX — начала XX веков. Обозначая формы такой тональности, говорят «романтическая» или «расширенная», или «хроматическая» тональность. За некоторыми формами расширенной тональности закрепились особые термины, например, мажоро-минор и миноро-мажор.
Для обозначения характерных частных проявлений расширенной тональности разные исследователи предлагают разные термины. В учении о гармонии Ю. Н. Холопова предлагается классифицировать эти частные формы по четырём критериям (названным «тональными индексами»):
- Центр (в дальнейших схемах сокращённо — Ц), его наличие или (изредка) отсутствие.
- Тоника (Т), её наличие или отсутствие.
- Сонантность (С), уровень консонантного и диссонантного напряжения.
- Функциональное тяготение (Ф).

В зависимости от комбинации указываемых индексами критериев тональности отмечаются те или иные состояния расширенной тональности. Некоторым из них (вследствие их характерности) присвоены особые названия:
1. Рыхлая тональность (Ц+ Т+ С+ Ф-), то есть центр однозначен, тоника представлена, диссонанс подчинён, функции не указывают однозначно на тонику-центр.
Примеры: (1) Н. А. Римский-Корсаков. Сказание о невидимом граде Китеже: ария князя Юрия; (2) М. П. Мусоргский. Песня «Видение»; (3) С. В. Рахманинов. Всенощное бдение, ч. III, 1-я строка; (4) Д. Д. Шостакович. 7-я симфония, ч. III и др.
2. Диссонантная тональность (Ц+ Т+ С- Ф+), то есть центр однозначен, тоника представлена, диссонанс самостоятелен (не подчинён консонансу), функции центростремительны (определённо указывают на центр).
Примеры: (1) А. Н. Скрябин. 7-я соната, 9-я соната, «Прометей»; (2) С. С. Прокофьев. Сарказмы, № 5, главная тема; (3) А.Берг. Воццек, интерлюдия d-moll между 4 и 5 картинами III акта; (4) Н. Я. Мясковский. 7-я симфония, ч. I, главная тема и др.
3. Парящая тональность (Ц+ Т- С± Ф+), то есть центр однозначен, тонический аккорд не появляется, диссонанс может быть подчинён, но может быть и свободен, функции указывают на центр. В отношении такой формы тональности также употребляют термин «атоникальность».
Примеры: (1) Р.Шуман. Крейслериана, № 4, главная тема; (2) М. П. Мусоргский. Детская песенка (A-dur); (3) Ф.Лист. Багатель без тональности; (4) А.Шёнберг. Песня «Соблазн» (Lockung) op.6 № 7; (5) он же, оркестровая песня «Voll jener Süße» op.8 № 5 и др.
4. Инверсионная тональность (Ц12 Т+ С+ Ф+), то есть всё как в обычной гармонической тональности, но — вследствие действия функциональной инверсии — либо окончание не на тонике, либо в начале нет ощущения тоники, либо и начало и конец не на тонике.
Примеры: (1) Н. А. Римский-Корсаков. Садко: Картина 2, хор красных девиц; (2) Ф.Шопен. Скерцо № 2 Des-dur; (3) М. П. Мусоргский. Песня «Сиротка»; (4) П. И. Чайковский. Иоланта: ария Иоланты и др.
5. Переменная тональность (Ц1-2+ Т+ С+ Ф+), то есть начало в одной тональности (полно выраженной и определённой), а окончание в другой. Тональности либо равноправны, либо соподчинены.
Примеры: (1) М. П. Мусоргский. Хованщина: пляска персидок; (2) Чайковский. Романс «Мы сидели с тобой»; (3) А. Н. Скрябин. 5-я соната; (4) Д. Д. Шостакович. 5-я симфония, ч. III, 2-я побочная тема и др.
6. Колеблющаяся тональность (Ц1-2-3 Т+ С+ Ф-), то есть центр неустойчив (хотя в каждом случае тоника вполне однозначна), диссонанс подчинён, функциональность не указывает на общую тонику. От рыхлой отличается тем, что в той — тоника в конце и в начале одна и та же, здесь нет. От переменной отличается тем, что в той есть сквозное тональное тяготение (при том, что центров два или более), здесь его нет.
Примеры: (1) Н. А. Римский-Корсаков. Садко: Картина 4, песня Веденецкого гостя (часть 1); (2) Р.Вагнер. Кольцо нибелунга: мотив судьбы; (3) Д. Д. Шостакович. 5-я симфония, ч. III, 1-я побочная тема и др.
7. Многозначная тональность (Ц1-2 Т- С± Ф-), то есть гармония определённа в одной тональности, но примерно так же и в другой в одно и то же время. От колеблющейся отличается тем, что обе тональности слышатся сразу, а не попеременно. Пример многозначной тональности — доминантовый лад минора, или (принятое ныне сокращённое наименование) доминантовый лад.

Примеры: (1) С. В. Рахманинов. Из евангелия от Иоанна; (2) А. П. Бородин. Князь Игорь: акт I, хор девушек «Мы к тебе, княгиня»; (3) С. С. Прокофьев. Любовь к трём апельсинам: вступление к маршу и марш и др.
8. Снятая тональность (Цнеопред. Т- С- Ф-), то есть каждый из аккордов, взятый сам по себе, легко угадывается в какой-нибудь тональности, при этом никакой тоники и функциональных тяготений не слышно.

Примеры: (1) Ф.Лист. Прелюды (первый раздел разработки); (2) Ф.Лист. Фауст, вступление; (3) Н. А. Римский-Корсаков. Золотой петушок: антракт к III акту и др.
9. Политональность (Ц1+/Ц2+ Т+ С+ Ф+), то есть сочетаются две музыки, каждая в своей (функционально определённой) тональности.
Примеры: (1) М. П. Мусоргский. Картинки с выставки: «Два еврея» (реприза); (2) И. Ф. Стравинский. Петрушка: ц.73; (3) Р.Штраус. Кавалер розы: заключение оперы; (4) А.Берг. Воццек: акт II, картина 4, тт.425-429 и др.

## Другие формы тональности
Опора на функциональную триаду T-S-D — не единственно возможный способ реализации тональности как ладового принципа, существуют и иные типы тональной структуры. Особую форму «рыхлой» тональности («прототональности» по С. Н. Лебедеву) можно наблюдать в гармонии многоголосных сочинений позднего средневековья и Возрождения. Ю. Н. Холопов называл такую форму старинной тональности «модальной тональностью». В Европе ещё в начале 1960-х гг. рыхлую тональность описывал (метафорическим термином kurzatmige, букв. «страдающая одышкой», «астматическая») Эрнст Апфель. В США гипотезу о существовании «ренессансной тональности» XVI в., специфически отличающейся от мажорно-минорной тональности XVIII в., активно продвигал Гарольд Пауэрс. «Прото-ля-минор» (англ. proto-A-minor) в музыке Лассо находил американский музыковед Питер Бергквист. Американская исследовательница К. К. Джадд (автор диссертации и многих статей, посвящённых генезису тональности) пошла ещё дальше вглубь веков, найдя «тональности» в мотетах Жоскена Депре. По отношению к поздним сочинениям А. Н. Скрябина, музыке С. С. Прокофьева, Д. Д. Шостаковича, А.Берга, А.Шёнберга и некоторых других композиторов XX в. Ю. Н. Холопов предлагал термин «новая тональность», в которой в качестве центрального элемента («тоники») выступает диссонирующий аккорд, любая группа звуков и даже серия. Существуют и другие формы тональности.

## Тональность в западном музыкознании
В западном музыкознании термином «тональность» (нем. Tonalität, англ. tonality, фр. tonalité) в широком смысле также описывается лад. В таком смысле термин «тональность» определяется как «системная организация звуковысотных явлений и отношений между ними» и прилагается к любой — как европейской, так и неевропейской — профессиональной и народной традиции. Западные учёные часто говорят о «тональности» средневекового григорианского хорала, подразумевая лежащую в его основе систему монодических ладов.
Крупный немецкий музыковед К. Дальхауз в монографии «Исследования о происхождении гармонической тональности» (1968) приравнивает термин «мелодическая тональность» (нем. melodische Tonalität) к термину «модальность» (нем. Modalität). В статье «Тональность» (нем. Tonalität) в римановском словаре (1967) он пишет: «Ладовая структура (нем. tonale Struktur) в мелодии григорианского хорала определяется различием остова и его заполнения, или [различием] основного и побочных тонов, а также выражает себя через функции, такие как заключительный, начальный, крайний и речитационный тон». «Григорианской тональности» (то есть ладовой системе западного хорала) посвящена 300-страничная книга датского учёного Ф. Э. Хансена и 70-страничная глава в известной книге о хорале В. Апеля. «Тональность» в григорианике находит и английский медиевист, автор фундаментальной монографии по этому предмету Дэвид Хайли: «Легко спутать mode и [psalm] tone; поэтому надо помнить, что mode — это абстрактное качество, которое относится к ладу [григорианского] распева (tonality of chant), в то время как [псалмовый] tone — это вид распева как такового, мелодическая формула, приспосабливаемая к исполнению бесконечно разнообразных псалмовых стихов», арабского макама, индийской раги, индонезийского гамелана и т. п.
Это значение было унаследовано от французской музыкальной теории XIX в. (прежде всего, Фетиса), которая различала «старинную тональность» (фр. tonalité antique) — к ней относили, например, монодические церковные тоны — и «современную тональность» (фр. tonalité moderne). В русских исследованиях по гармонии употребляют соответственно термины «старинные лады» и «классико-романтическая тональность».